# Pternistis ochropectus
Pternistis ochropectus е вид птица от семейство Phasianidae. Видът е критично застрашен от изчезване.
Ендемичен е в Джибути. Обитава хвойни гори. Дължината на тялото е около 33 – 36 cm; телесно тегло на мъжкия е 809 g, на женската е 605 g.

## Разпространение
Видът е разпространен в Джибути.